# Myrmecia rufinodis
Espèce
Synonymes
Myrmecia gracilis
Myrmecia rufinodis est une espèce de fourmi originaire d'Australie. Les plus fortes populations de cette fourmi géante se trouvent dans le sud du pays, notamment dans la région d'Adélaïde.
L'espèce est décrite pour la première fois en 1858.

## Nom vernaculaire et classement
Du fait de son agressivité, cet insecte social est aussi connu sous le nom vernaculaire de « fourmi bouledogue ».
La fourmi bouledogue appartient au genre Myrmecia, à la sous-famille Myrmeciinae.
La plupart des ancêtres des fourmis du genre Myrmecia n'ont été retrouvés que dans des fossiles, à l’exception de Nothomyrmecia macrops, seul parent vivant actuellement.

## Biologie
La taille des ouvrières de l'espèce Myrmecia rufinodis varie de 16 à 20 mm de long ; les reines peuvent atteindre 24 mm. Myrmecia rufinodis a généralement une tête, un thorax et un abdomen noirs ou de couleur marron foncé. Ses mandibules et ses antennes sont jaunes. Son corps est couvert de poils épars, très fins, de couleur jaune pâle.

## Source de la traduction
- (en) Cet article est partiellement ou en totalité issu de l’article de Wikipédia en anglais intitulé « Myrmecia rufinodis » (voir la liste des auteurs).